# Desa Kranggan (administrativ by i Indonesien, Jawa Timur, lat -7,67, long 111,52)
Desa Kranggan är en administrativ by i Indonesien.   Den ligger i provinsen Jawa Timur, i den västra delen av landet, 500 km öster om huvudstaden Jakarta.